# Effectifs du tournoi masculin de basket-ball aux Jeux olympiques d'été de 2016
Cette page contient la liste de toutes les équipes et leurs joueurs participant au tournoi masculin de basket-ball aux Jeux olympiques d'été de 2016.

### 

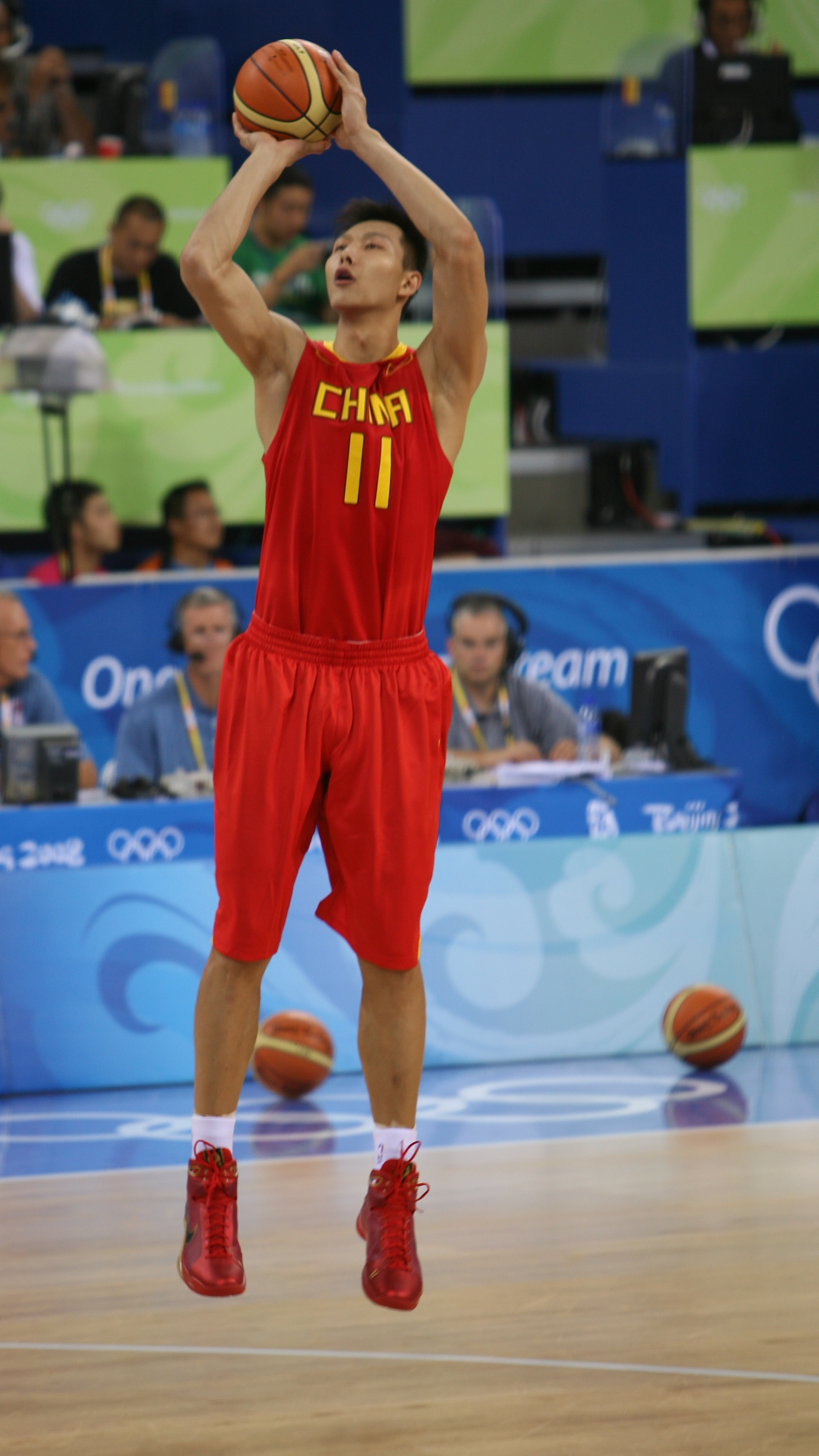
Yi Jianlian.

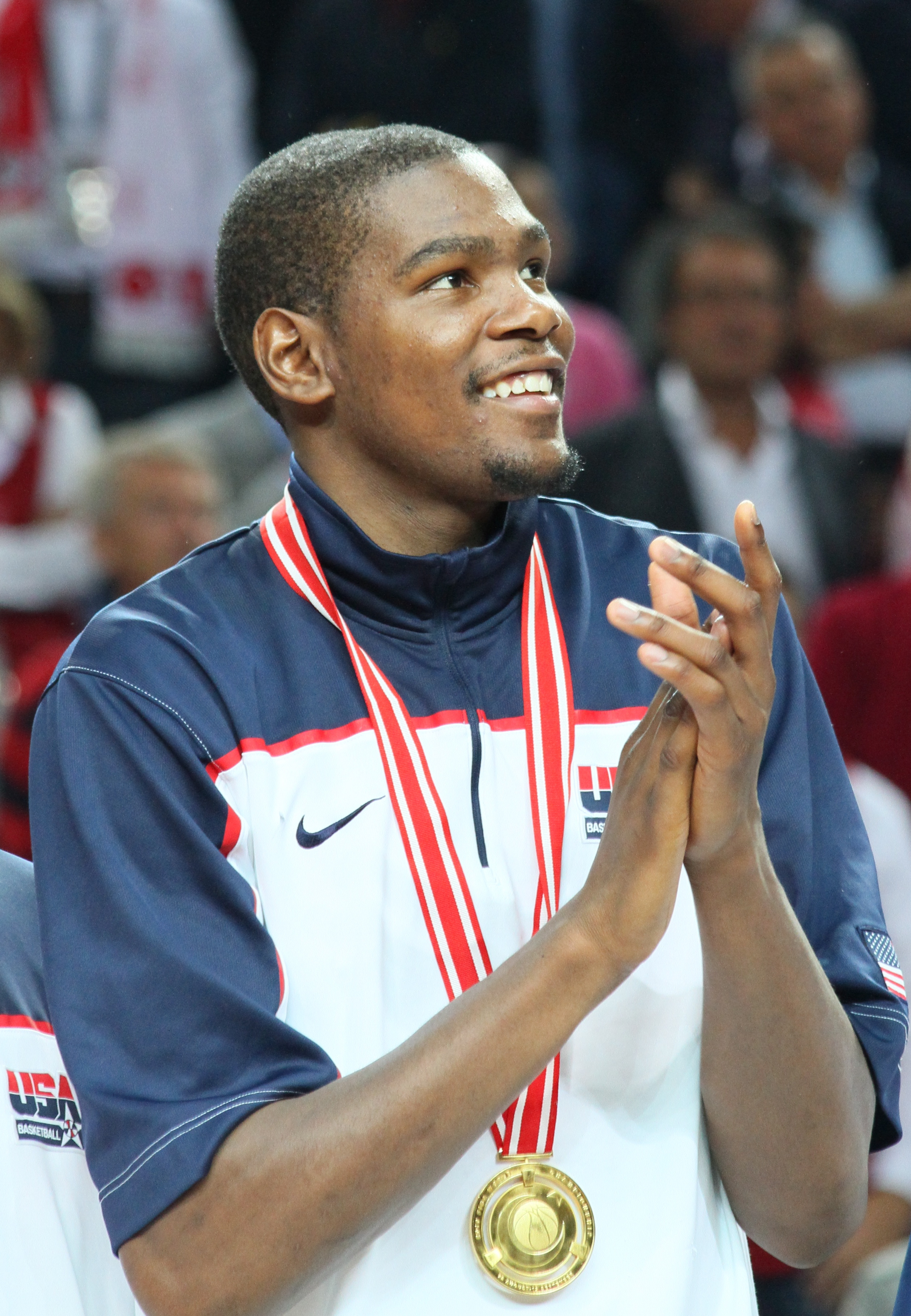
Kevin Durant.

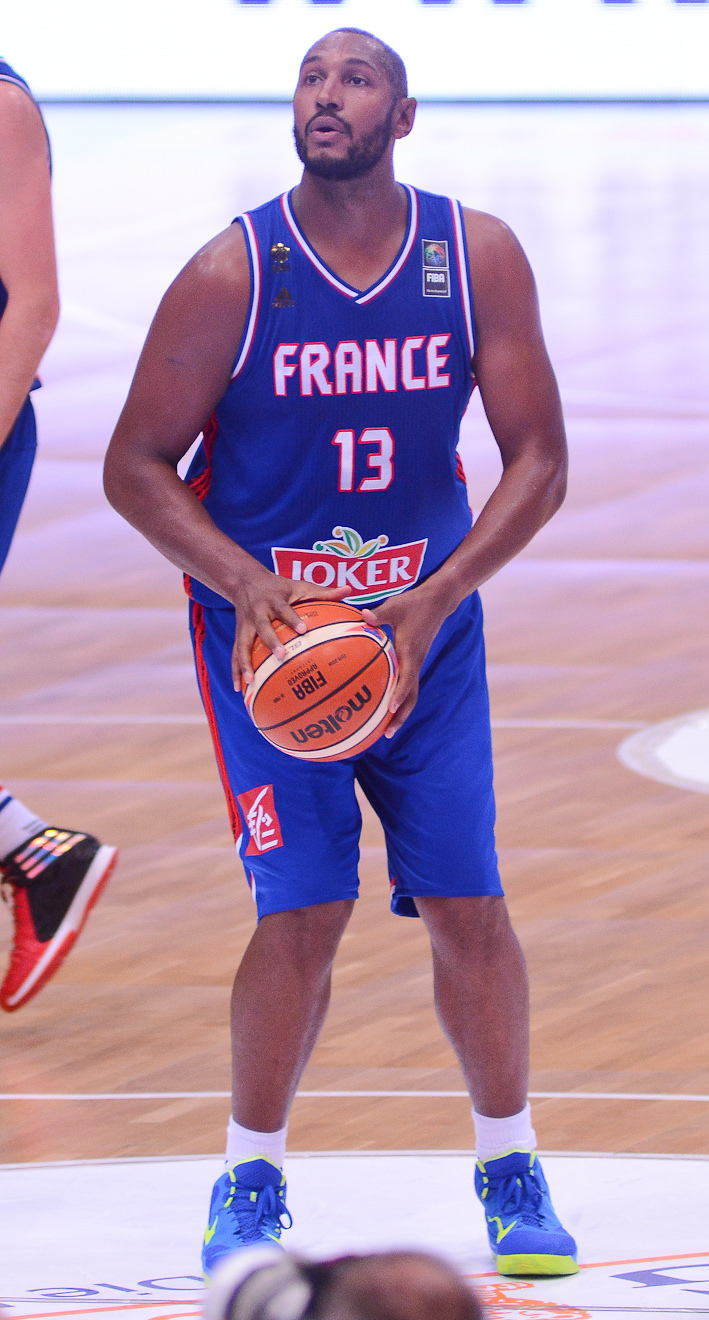
Boris Diaw

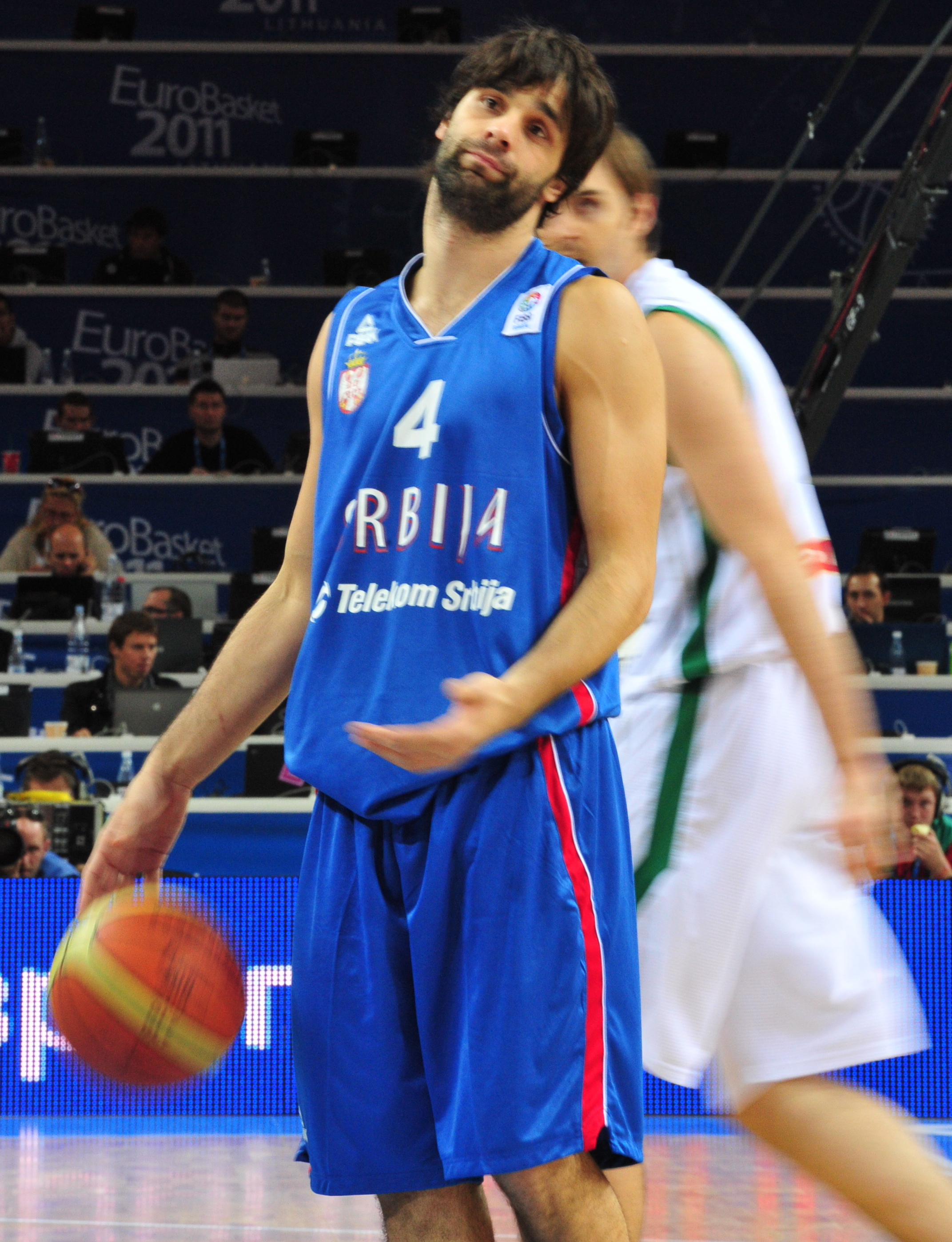
Miloš Teodosić

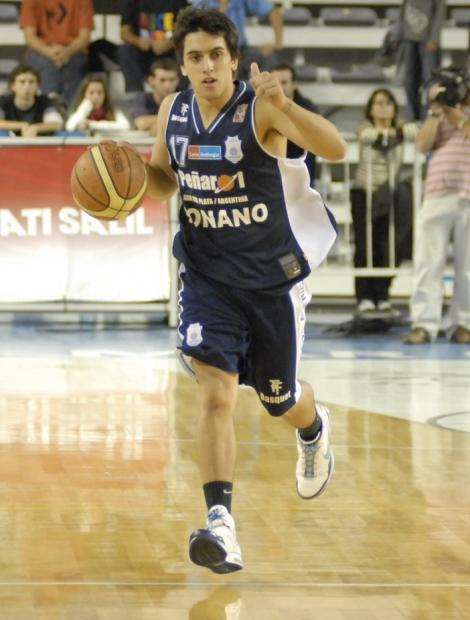
Facundo Campazzo

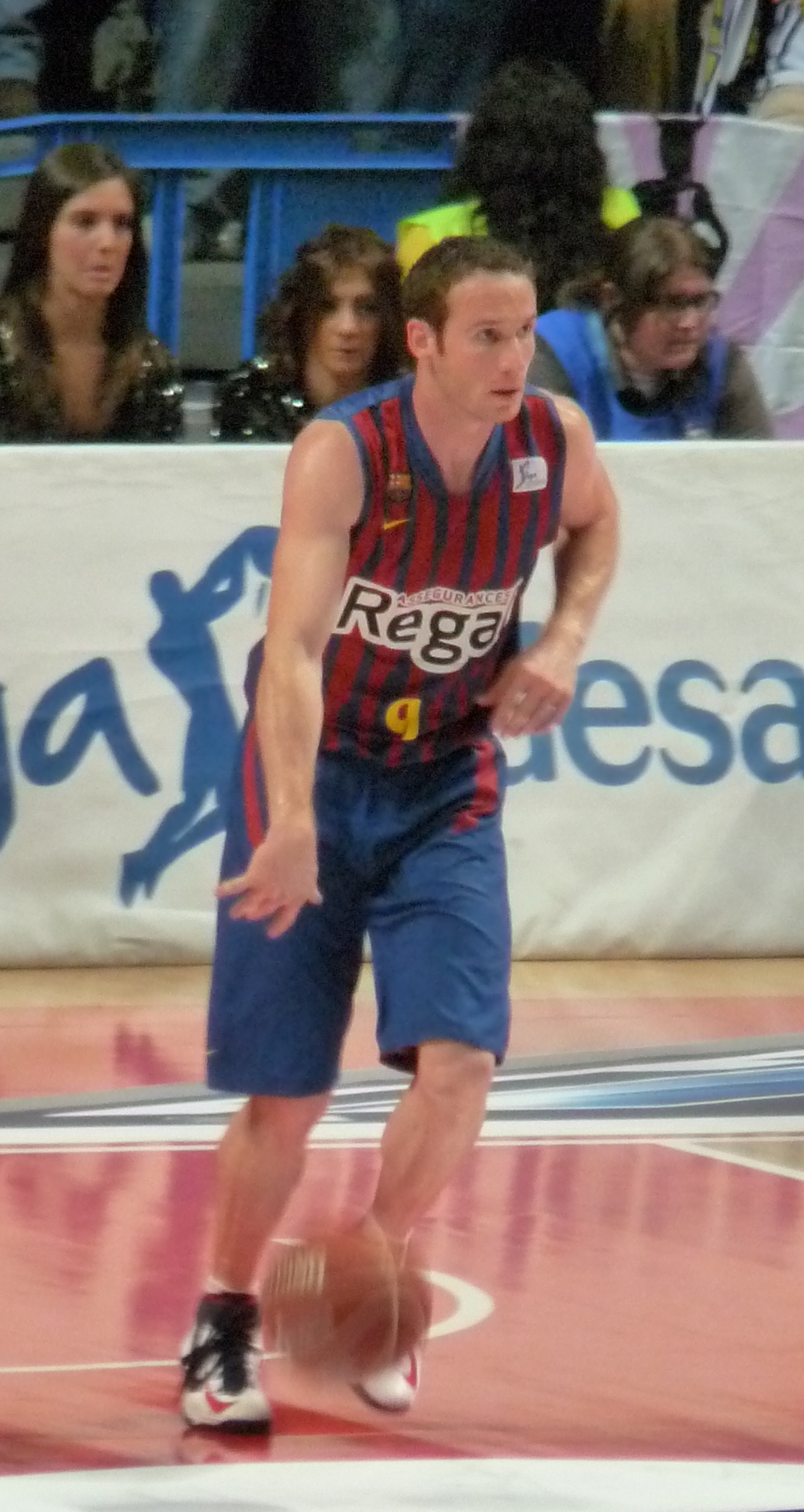
Marcelinho Huertas.

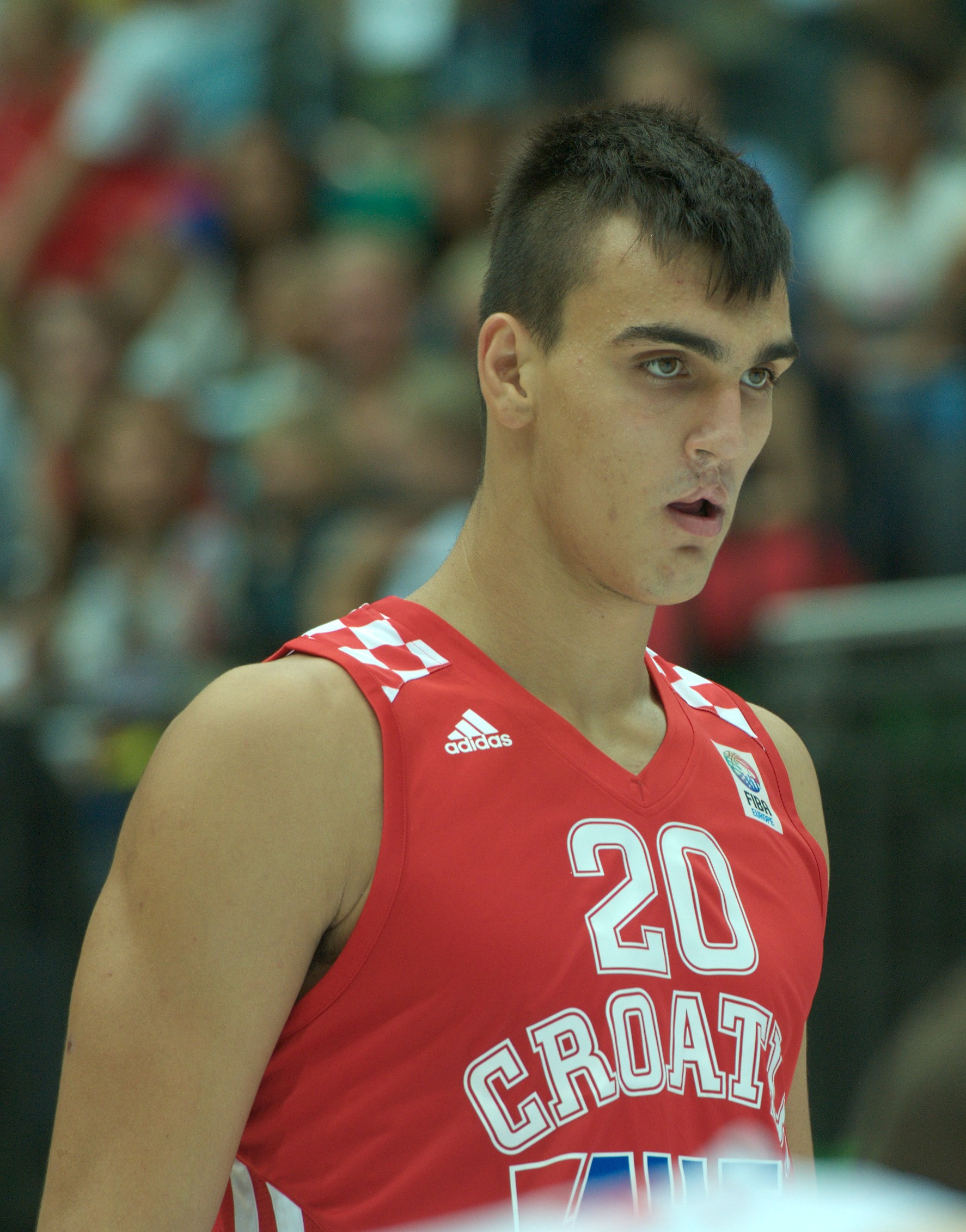
Dario Šarić

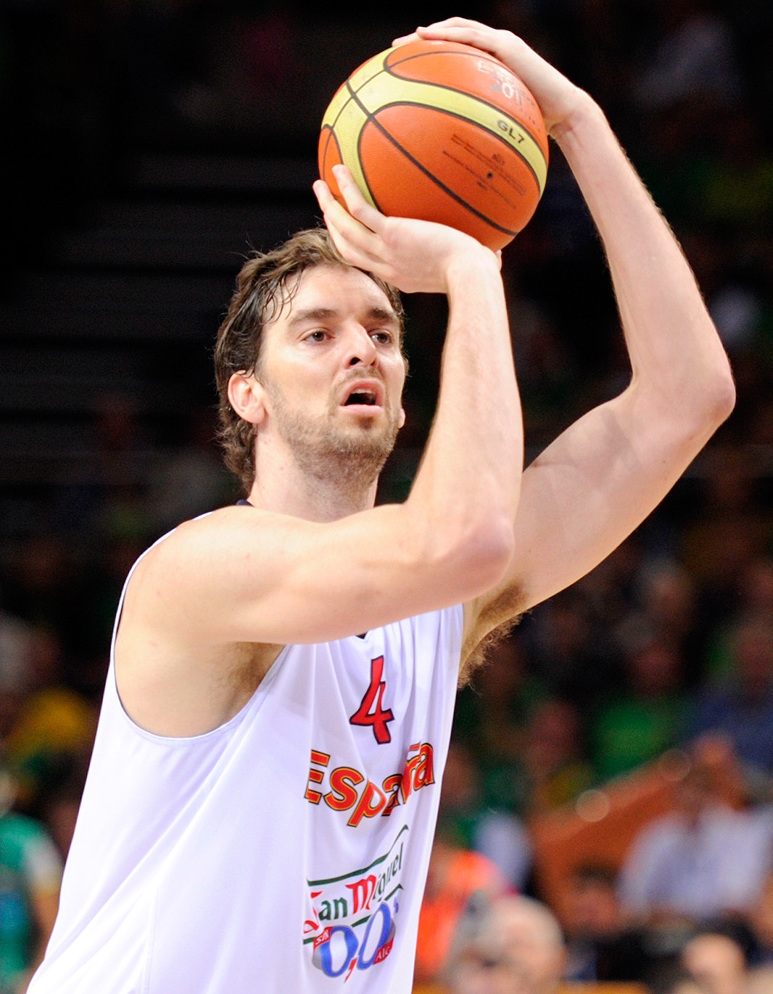
Pau Gasol

## Groupe A

### Australie
| Numéro | Joueur              | Poste | Naissance        | Taille | Club(s) 2015-2016          |
| ------ | ------------------- | ----- | ---------------- | ------ | -------------------------- |
| 4      | Chris Goulding      | SG    | 24 octobre 1988  | 1,92 m | Auxilium Torino            |
| 5      | Patty Mills         | PG    | 11 août 1988     | 1,83 m | Spurs de San Antonio       |
| 6      | Andrew Bogut        | F/C   | 28 novembre 1984 | 2,13 m | Warriors de Golden State   |
| 7      | Joe Ingles          | SF    | 2 octobre 1987   | 2,03 m | Jazz de l'Utah             |
| 8      | Matthew Dellavedova | G     | 8 septembre 1990 | 1,93 m | Cavaliers de Cleveland     |
| 9      | Ryan Broekhoff      | G/F   | 23 août 1990     | 2,01 m | Lokomotiv Kouban-Krasnodar |
| 10     | Cameron Bairstow    | F/C   | 7 décembre 1990  | 2,06 m | Bulls de Chicago           |
| 11     | Kevin Lisch         | G     | 16 mai 1986      | 1,88 m | Piratas de Quebradillas    |
| 12     | Aron Baynes         | C     | 9 décembre 1986  | 2,08 m | Pistons de Détroit         |
| 13     | David Andersen      | F/C   | 23 juin 1980     | 2,12 m | ASVEL Lyon-Villeurbanne    |
| 14     | Brock Motum         | PF    | 16 octobre 1990  | 2,08 m | Žalgiris Kaunas            |
| 15     | Damian Martin       | PG    | 5 septembre 1984 | 1,86 m | Perth Wildcats             |

Sélectionneur : Andrej Lemanis
Assistant : Trevor Gleeson, Adrian Hurley, Luc Longley, Mick Downer

### Chine
| Numéro | Joueur         | Poste | Naissance        | Taille | Club(s) 2015-2016         |
| ------ | -------------- | ----- | ---------------- | ------ | ------------------------- |
| 4      | Zhao Jiwei     | PG    | 25 août 1995     | 1,85 m | Liaoning Flying Leopards  |
| 5      | Sui Ran        | PG    | 25 juin 1992     | 1,93 m | Shandong Flaming Bulls    |
| 6      | Guo Ailun      | PG    | 14 novembre 1993 | 1,92 m | Liaoning Flying Leopards  |
| 8      | Ding Yanyuhang | G/F   | 20 août 1993     | 2,00 m | Shandong Golden Stars     |
| 9      | Zhai Xiaochuan | SF    | 24 mars 1993     | 2,05 m | Beijing Ducks             |
| 10     | Zhou Peng      | G/F   | 11 octobre 1989  | 2,06 m | Guangdong Southern Tigers |
| 11     | Yi Jianlian    | PF    | 27 octobre 1984  | 2,13 m | Guangdong Southern Tigers |
| 12     | Li Gen         | SF    | 27 octobre 1987  | 1,96 m | Xinjiang Flying Tigers    |
| 13     | Li Muhao       | C     | 2 juin 1992      | 2,19 m | Shenzhen Leopards         |
| 14     | Zou Yuchen     | SF    | 5 juillet 1996   | 2,03 m | Bayi Rockets              |
| 15     | Zhou Qi        | F/C   | 16 janvier 1996  | 2,17 m | Xinjiang Flying Tigers    |
| 31     | Wang Zhelin    | C     | 20 janvier 1994  | 2,14 m | Fujian Sturgeons          |

Sélectionneur :  Gong Luming
Assistants : Li Nan, Hu Xuefeng, Wu Qinglong, Cui Wanjun, Giannis Christopoulos

### États-Unis
| Numéro | Joueur           | Poste | Naissance         | Taille | Club(s) 2015-2016        |
| ------ | ---------------- | ----- | ----------------- | ------ | ------------------------ |
| 4      | Jimmy Butler     | 2     | 14 septembre 1989 | 2,01 m | Bulls de Chicago         |
| 5      | Kevin Durant     | 3     | 29 septembre 1988 | 2,06 m | Thunder d'Oklahoma City  |
| 6      | DeAndre Jordan   | 5     | 21 juillet 1988   | 2,11 m | Clippers de Los Angeles  |
| 7      | Kyle Lowry       | 1     | 25 mars 1986      | 1,83 m | Raptors de Toronto       |
| 8      | Harrison Barnes  | 3     | 30 mai 1992       | 2,03 m | Warriors de Golden State |
| 9      | DeMar DeRozan    | 2     | 7 août 1989       | 2,01 m | Raptors de Toronto       |
| 10     | Kyrie Irving     | 1     | 23 mars 1992      | 1,91 m | Cavaliers de Cleveland   |
| 11     | Klay Thompson    | 2     | 8 février 1990    | 2,01 m | Warriors de Golden State |
| 12     | DeMarcus Cousins | 5     | 13 août 1990      | 2,11 m | Kings de Sacramento      |
| 13     | Paul George      | 3     | 2 mai 1990        | 2,06 m | Pacers de l'Indiana      |
| 14     | Draymond Green   | 4     | 4 mars 1990       | 2,01 m | Warriors de Golden State |
| 15     | Carmelo Anthony  | 3     | 29 mai 1984       | 2,03 m | Knicks de New York       |

Sélectionneur : Mike Krzyzewski
Assistant : Jim Boeheim, Tom Thibodeau, Monty Williams, Jerry Colangelo

### France
| Numéro | Joueur            | Poste | Naissance         | Taille | Club 2015-2016          |
| ------ | ----------------- | ----- | ----------------- | ------ | ----------------------- |
| 4      | Thomas Heurtel    | PG    | 10 avril 1989     | 1,87 m | Efes Istanbul           |
| 5      | Nicolas Batum     | GF    | 14 décembre 1988  | 2,03 m | Hornets de Charlotte    |
| 6      | Antoine Diot      | PG    | 17 janvier 1989   | 1,90 m | Valencia Basket Club    |
| 7      | Joffrey Lauvergne | FC    | 30 septembre 1991 | 2,09 m | Nuggets de Denver       |
| 8      | Charles Kahudi    | SF    | 19 juillet 1986   | 1,99 m | ASVEL Lyon-Villeurbanne |
| 9      | Tony Parker       | PG    | 17 mai 1982       | 1,88 m | Spurs de San Antonio    |
| 11     | Florent Piétrus   | PF    | 19 janvier 1981   | 2,01 m | SLUC Nancy Basket       |
| 12     | Nando de Colo     | G     | 23 juin 1987      | 1,95 m | CSKA Moscou             |
| 13     | Boris Diaw        | PF    | 16 avril 1982     | 2,05 m | Spurs de San Antonio    |
| 15     | Mickaël Gelabale  | GF    | 22 mai 1983       | 2,01 m | Le Mans Sarthe Basket   |
| 16     | Rudy Gobert       | C     | 26 juin 1992      | 2,13 m | Jazz de l'Utah          |
| 17     | Kim Tillie        | C     | 15 juillet 1988   | 2,10 m | Saski Baskonia          |

Sélectionneur :  Vincent Collet
Assistants : Jacques Commères, Ruddy Nelhomme

### Serbie
| Numéro | Joueur             | Poste | Naissance        | Taille | Club 2015-2016           |
| ------ | ------------------ | ----- | ---------------- | ------ | ------------------------ |
| 4      | Miloš Teodosić     | PG    | 19 mars 1987     | 1,95 m | CSKA Moscou              |
| 5      | Marko Simonović    | SF    | 30 mai 1986      | 2,01 m | Pau-Lacq-Orthez          |
| 7      | Bogdan Bogdanović  | SG    | 18 août 1992     | 1,98 m | Fenerbahçe Ülker         |
| 9      | Stefan Marković    | PG    | 25 avril 1988    | 1,95 m | Unicaja Málaga           |
| 10     | Nikola Kalinić     | SF    | 8 novembre 1991  | 2,02 m | Fenerbahçe Ülker         |
| 11     | Nemanja Nedović    | G     | 16 juin 1991     | 1,92 m | Unicaja Málaga           |
| 12     | Stefan Birčević    | PF    | 13 décembre 1989 | 2,10 m | CB Estudiantes           |
| 13     | Miroslav Raduljica | C     | 5 janvier 1988   | 2,13 m | Panathinaïkos            |
| 14     | Nikola Jokić       | C     | 19 février 1995  | 2,08 m | Nuggets de Denver        |
| 15     | Vladimir Štimac    | C     | 25 août 1987     | 2,11 m | Crvena zvezda            |
| 24     | Stefan Jović       | PG    | 3 novembre 1990  | 1,98 m | Crvena zvezda            |
| 25     | Milan Mačvan       | PF    | 16 novembre 1989 | 2,06 m | EA7 Emporio Armani Milan |

Sélectionneur :  Aleksandar Đorđević
Assistants : Miroslav Nikolić, Jovica Antonić, Milan Minić

### Vénézuéla

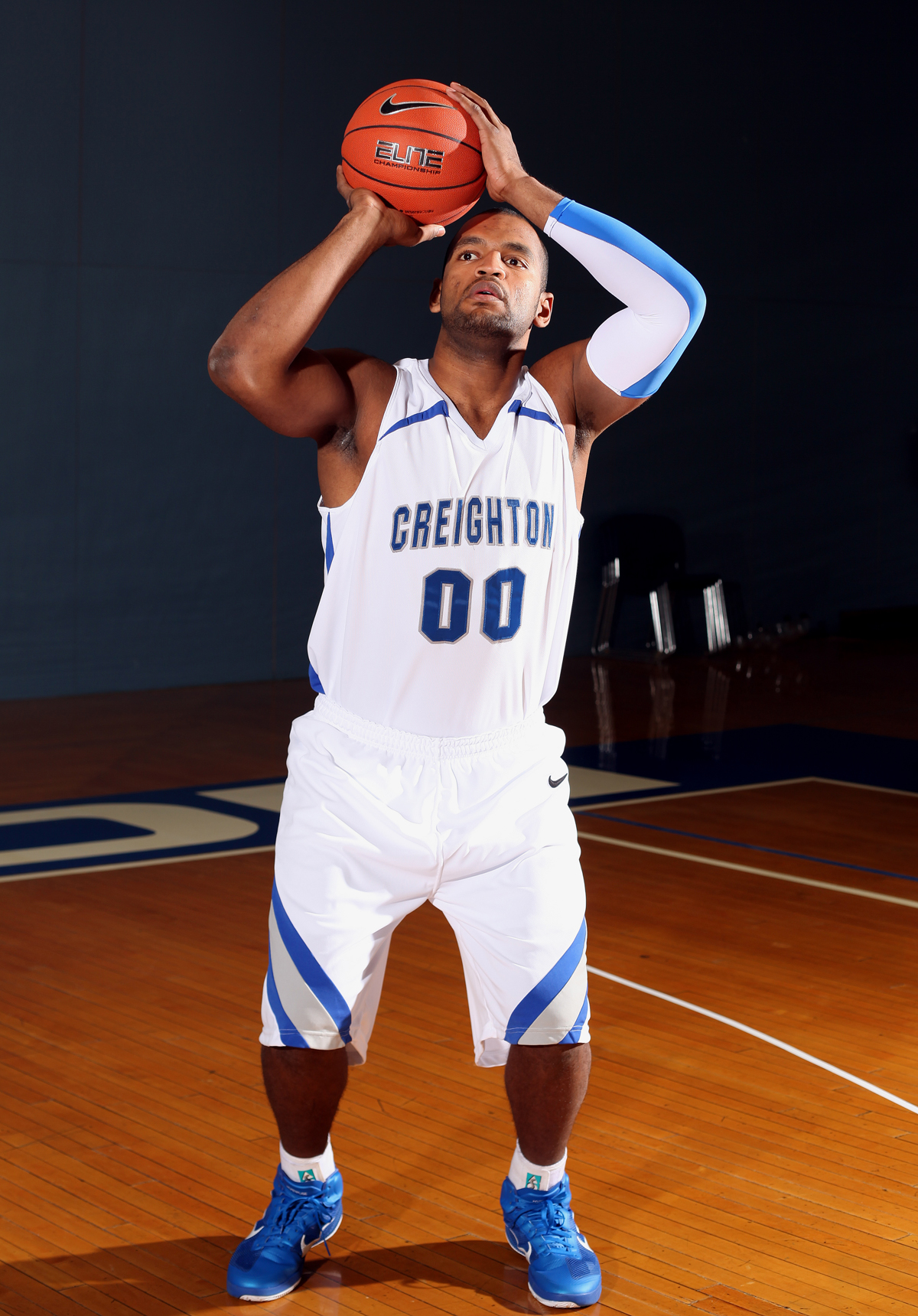
Gregory Echenique.

| Numéro | Joueur            | Poste | Naissance         | Taille | Club(s) 2015-2016       |
| ------ | ----------------- | ----- | ----------------- | ------ | ----------------------- |
| 0      | Gregory Echenique | C     | 23 novembre 1990  | 2,06 m | Guaros de Lara          |
| 2      | Dwight Lewis      | G/F   | 7 octobre 1987    | 1,97 m | Trotamundos de Carabobo |
| 4      | Miguel Marriaga   | C     | 6 juin 1984       | 2,05 m | Marinos de Anzoátegui   |
| 5      | Gregory Vargas    | PG    | 18 février 1986   | 1,80 m | Marinos de Anzoátegui   |
| 6      | John Cox          | G     | 6 juillet 1981    | 1,93 m | Bucaneros de La Guaira  |
| 8      | David Cubillán    | PG    | 27 juillet 1987   | 1,81 m | Guaros de Lara          |
| 10     | José Vargas       | G/F   | 23 janvier 1982   | 1,95 m | Marinos de Anzoátegui   |
| 14     | Miguel Ruiz       | PF    | 20 décembre 1990  | 2,02 m | Trotamundos de Carabobo |
| 15     | Windi Graterol    | F/C   | 10 septembre 1986 | 2,04 m | Guaros de Lara          |
| 19     | Heissler Guillént | PG    | 17 décembre 1986  | 1,86 m | Guaros de Lara          |
| 23     | Anthony Perez     | F     | 29 septembre 1993 | 2,05 m | Rebels d'Ole Miss       |
| 43     | Néstor Colmenares | PF    | 5 septembre 1987  | 2,03 m | Guaros de Lara          |

Sélectionneur :  Néstor García
Assistants :  Nelson Solórzano,  Daniel Seoane

## Groupe B

### Argentine
| Numéro | Joueur               | Poste | Naissance         | Taille | Club 2015-2016                                |
| ------ | -------------------- | ----- | ----------------- | ------ | --------------------------------------------- |
| 4      | Luis Scola           | PF    | 30 avril 1980     | 2,06 m | Raptors de Toronto                            |
| 5      | Emanuel Ginóbili     | SG    | 28 juillet 1977   | 1,98 m | Spurs de San Antonio                          |
| 7      | Facundo Campazzo     | PG    | 23 mars 1991      | 1,81 m | CB Murcia                                     |
| 8      | Nicolás Laprovíttola | PG    | 31 janvier 1990   | 1,90 m | CB Estudiantes                                |
| 9      | Nicolás Brussino     | SG    | 2 mars 1993       | 2,00 m | Peñarol Mar del Plata                         |
| 10     | Carlos Delfino       | G/F   | 29 août 1982      | 2,00 m | Sans club                                     |
| 12     | Marcos Delía         | C     | 8 avril 1992      | 2,09 m | Obras Sanitarias de Buenos Aires              |
| 13     | Andrés Nocioni       | SF/PF | 30 novembre 1979  | 2,01 m | Real Madrid                                   |
| 14     | Gabriel Deck         | SF    | 8 février 1995    | 2,00 m | Asociación Atlética Quimsa                    |
| 19     | Leo Mainoldi         | PF    | 4 mars 1985       | 2,04 m | Club Gimnasia y Esgrima de Comodoro Rivadavia |
| 29     | Patricio Garino      | G/F   | 17 mai 1993       | 1,98 m | Colonials de George Washington                |
| 35     | Roberto Acuña        | C     | 14 septembre 1990 | 2,08 m | Peñarol Mar del Plata                         |

Sélectionneur :  Sergio Hernandez
Assistants :  Nicolas Casalánguida,  Silvio Jose Santander

### Brésil
| Numéro | Joueur               | Poste | Naissance         | Taille | Club(s) 2015-2016               |
| ------ | -------------------- | ----- | ----------------- | ------ | ------------------------------- |
| 5      | Raulzinho Neto       | PG    | 19 mai 1992       | 1,85 m | Jazz de l'Utah                  |
| 6      | Cristiano Felício    | C     | 7 juillet 1992    | 2,08 m | Bulls de Chicago                |
| 7      | Vítor Benite         | SG    | 20 février 1990   | 1,91 m | CB Murcia                       |
| 9      | Marcelinho Huertas   | PG    | 25 mai 1983       | 1,91 m | Lakers de Los Angeles           |
| 10     | Alex Garcia          | G/F   | 4 mars 1980       | 1,91 m | Associação Bauru Basquete Clube |
| 12     | Guilherme Giovannoni | SF    | 2 juin 1980       | 2,03 m | UniCEUB Brasilia                |
| 13     | Nenê                 | F/C   | 13 septembre 1982 | 2,11 m | Wizards de Washington           |
| 14     | Marquinhos           | F     | 31 mai 1984       | 2,07 m | Flamengo Basketball             |
| 19     | Leandro Barbosa      | SG    | 28 novembre 1982  | 1,94 m | Warriors de Golden State        |
| 23     | Augusto Lima         | C     | 17 septembre 1991 | 2,08 m | CB Murcia                       |
| 30     | Rafael Hettsheimeir  | F/C   | 16 juin 1986      | 2,08 m | Associação Bauru                |
| 55     | Rafael Freire Luz    | PG    | 11 février 1992   | 1,88 m | Flamengo Basketball             |

Sélectionneur :  Rubén Magnano
Assistant :  Gustavo de Conti

### Croatie
| Numéro | Joueur           | Poste | Naissance         | Taille | Club 2015-2016           |
| ------ | ---------------- | ----- | ----------------- | ------ | ------------------------ |
| 4      | Luka Babić       | SF    | 29 septembre 1991 | 2,01 m | Cedevita Zagreb          |
| 5      | Filip Krušlin    | SG    | 18 mars 1989      | 1,96 m | Cibona Zagreb            |
| 6      | Rok Stipčević    | PG    | 20 mai 1986       | 1,85 m | Dinamo Basket Sassari    |
| 7      | Krunoslav Simon  | SG    | 24 juin 1985      | 1,97 m | EA7 Emporio Armani Milan |
| 8      | Mario Hezonja    | SF    | 25 février 1995   | 2,01 m | Magic d'Orlando          |
| 9      | Dario Šarić      | PF    | 8 avril 1994      | 2,08 m | Anadolu Efes             |
| 10     | Roko Ukić        | PG    | 5 décembre 1984   | 1,96 m | Pallacanestro Cantù      |
| 12     | Darko Planinić   | C     | 22 novembre 1990  | 2,11 m | Saski Baskonia           |
| 15     | Miro Bilan       | C     | 21 juillet 1989   | 2,15 m | Cedevita Zagreb          |
| 33     | Željko Šakić     | SF    | 14 avril 1988     | 2,00 m | Lukoil Academic Sofia    |
| 35     | Marko Arapović   | PF    | 20 juillet 1996   | 2,06 m | Cedevita Zagreb          |
| 44     | Bojan Bogdanović | SG    | 18 avril 1989     | 2,00 m | Nets de Brooklyn         |

Sélectionneur :  Aleksandar Petrović
Assistants :  Dražen Anzulović,  Ivica Skelin,  Dražen Orešković

### Espagne
| Numéro | Joueur               | Poste | Naissance        | Taille | Club 2015-2016            |
| ------ | -------------------- | ----- | ---------------- | ------ | ------------------------- |
| 4      | Pau Gasol            | C     | 6 juillet 1980   | 2,13 m | Bulls de Chicago          |
| 5      | Rudy Fernández       | F     | 4 avril 1985     | 1,97 m | Real Madrid               |
| 6      | Sergio Rodríguez     | PG    | 12 juin 1986     | 1,90 m | Real Madrid               |
| 7      | Juan Carlos Navarro  | PG    | 13 juin 1980     | 1,92 m | Barcelone                 |
| 8      | José Manuel Calderón | PG    | 28 juillet 1981  | 1,91 m | Knicks de New York        |
| 9      | Felipe Reyes         | PF    | 16 mars 1980     | 2,06 m | Real Madrid               |
| 10     | Victor Claver        | PF    | 30 août 1988     | 2,05 m | BC Khimki Moscou          |
| 14     | Willy Hernangómez    | C     | 27 mai 1994      | 2,08 m | CB Sevilla                |
| 21     | Álex Abrines         | SF    | 1er août 1993    | 1,98 m | Barcelone                 |
| 23     | Sergio Llull         | PG    | 15 novembre 1987 | 1,92 m | Real Madrid               |
| 44     | Nikola Mirotić       | C     | 11 février 1991  | 2,08 m | Bulls de Chicago          |
| 79     | Ricky Rubio          | PG    | 21 octobre 1990  | 1,92 m | Timberwolves du Minnesota |

Sélectionneur :  Sergio Scariolo
Assistants : Angel Luis Sanchez-Canete Calvo, Jaume Ponsarnau, Jesus Vidorreta

### Lituanie
| Numéro | Joueur               | Poste | Naissance         | Taille | Club 2015-2016      |
| ------ | -------------------- | ----- | ----------------- | ------ | ------------------- |
| 5      | Mantas Kalnietis     | PG    | 6 septembre 1986  | 1,95 m | Žalgiris Kaunas     |
| 7      | Adas Juškevičius     | G     | 3 janvier 1989    | 1,94 m | Lietuvos rytas      |
| 8      | Jonas Mačiulis       | SF    | 10 février 1985   | 1,98 m | Real Madrid         |
| 10     | Renaldas Seibutis    | SG    | 23 juillet 1985   | 1,96 m | Žalgiris Kaunas     |
| 11     | Domantas Sabonis     | F/C   | 3 mai 1996        | 2,11 m | Bulldogs de Gonzaga |
| 12     | Antanas Kavaliauskas | C     | 19 septembre 1984 | 2,08 m | Lietuvos rytas      |
| 13     | Paulius Jankūnas     | PF    | 29 avril 1984     | 2,05 m | Žalgiris Kaunas     |
| 15     | Robertas Javtokas    | C     | 20 mars 1980      | 2,11 m | Žalgiris Kaunas     |
| 17     | Jonas Valančiūnas    | C     | 6 mai 1992        | 2,13 m | Raptors de Toronto  |
| 19     | Mindaugas Kuzminskas | SF    | 19 octobre 1989   | 2,05 m | Unicaja Málaga      |
| 40     | Marius Grigonis      | G/F   | 26 avril 1994     | 1,98 m | Bàsquet Manresa     |
| 93     | Vaidas Kariniauskas  | G     | 16 novembre 1993  | 1,97 m | Kymis BC            |

Sélectionneur :  Jonas Kazlauskas

Robertas Javtokas

Assistants :  Gintaras Krapikas,  Darius Maskoliūnas, Benas Matkevicius

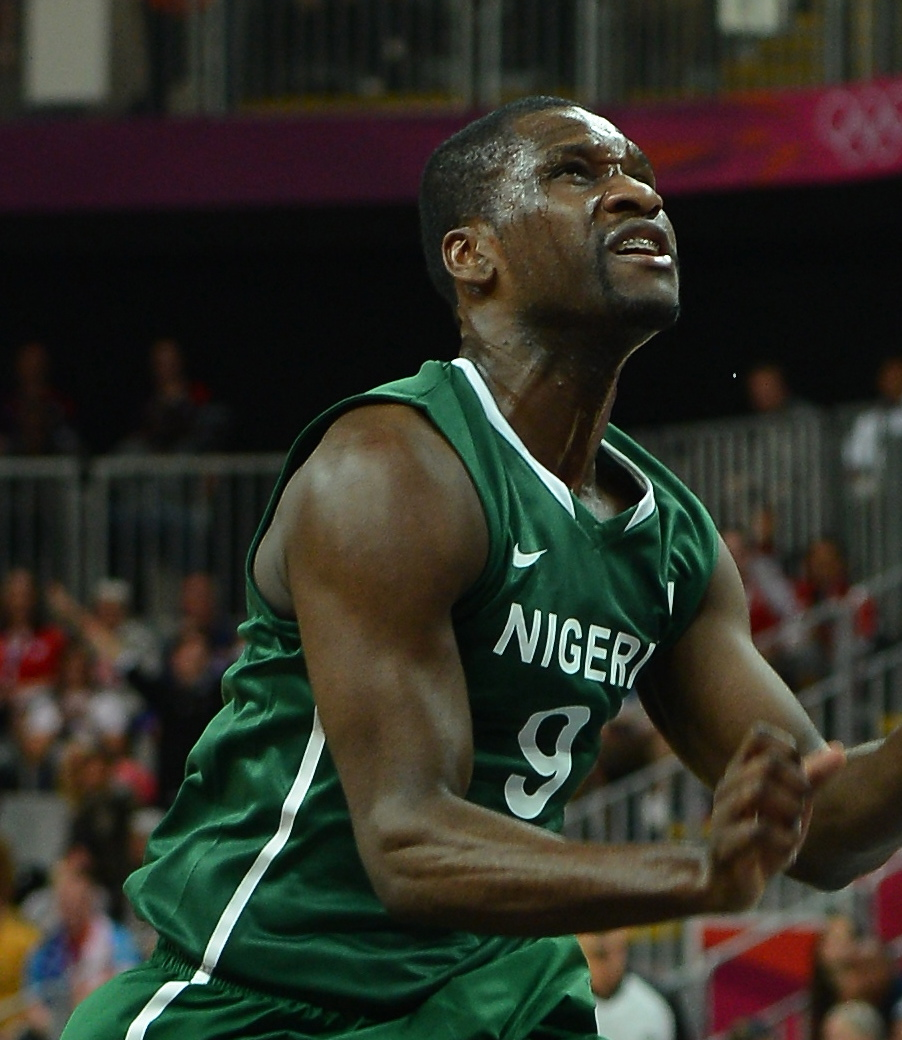
Chamberlain Oguchi.

### Nigeria
| Numéro | Joueur             | Poste | Naissance         | Taille | Club(s) 2015-2016         |
| ------ | ------------------ | ----- | ----------------- | ------ | ------------------------- |
| 4      | Ben Uzoh           | PG    | 18 mars 1988      | 1,91 m | Sans club                 |
| 5      | Michael Umeh       | G     | 19 septembre 1984 | 1,88 m | Ironi Nahariya            |
| 6      | Ike Diogu          | C     | 11 septembre 1983 | 2,03 m | Guangdong Southern Tigers |
| 7      | Stan Okoye         | SF/SG | 10 avril 1991     | 1,98 m | Pallacanestro Trapani     |
| 8      | Josh Akognon       | PG    | 10 février 1986   | 1,80 m | Dinamo Sassari            |
| 9      | Chamberlain Oguchi | G     | 28 avril 1986     | 1,98 m | Anwil Włocławek           |
| 10     | Ebi Ere            | SG/SF | 3 août 1981       | 1,95 m | Capitanes de Arecibo      |
| 11     | Andy Ogide         | SF    | 1er octobre 1987  | 2,03 m | Hapoel Migdal HaEmek      |
| 12     | Michael Gbinije    | G     | 5 juin 1992       | 2,01 m | Orange de Syracuse        |
| 13     | Shane Lawal        | C     | 8 octobre 1986    | 2,08 m | FC Barcelone              |
| 14     | Alade Aminu        | C     | 14 septembre 1987 | 2,11 m | Hapoël Eilat              |
| 15     | Ekene Ibekwe       | PF/C  | 19 juillet 1985   | 2,08 m | Sagesse Beyrouth          |

Sélectionneur :  Will Voigt
Assistants :  Sani Ahmed,  Ayinla Johnson,  Ogoh Odaudu,  Abdulrahman Mohammed